# A10 (Groot-Brittannië)
De A10 is een hoofdverkeersweg in het Verenigd Koninkrijk.
De weg verbindt King's Lynn via Downham Market, Ely, Littleport, Milton, Cambridge en Hertford met Londen.

## Routebeschrijving
De A10 begint in het zuiden van King's Lynn op de Hardwick Interchange waar ze aansluit op zowel de A47 als de A148. De weg loopt in zuidelijke richting via de rondweg van West Winch en passeert een kruising ten noorden van Tottenhill waar de A134 aansluit. De weg loopt verder door Wimbotsham en via de rondweg van Downham Market waar een samenloop is met de A1122. Dan loopt de weg langs Hilgay, Southery en Littleport waar op de rondweg een samenloop is met de A1101. De weg loopt verder over de rondweg van Ely waar een samenloop is met de A142. Dan loopt de weg door Stretham waar de A1123 kruist, door Waterbeach, via de rondweg van Milton en sluit bij afrit Cambridge-North aan op zowel de A14 als de A1309. De A10 en de A14 lopen samen over de noordelijke rondweg van Cambridge naar de Girton Interchange waar ze aansluiten op zowel de M11 als de A428.

## Vervanging
Tussen de Girton Interchange en de afrit Westfield is de A10 vervangen door de M11.

## Voortzetting
De A10 begint op afrit Westfield van de M11, waar vanuit het noordoosten de A1309 aansluit. De weg loopt in zuidwestelijke richting door Hauxton, Harston, Foxton, Frog End, via de rondweg van Melbourn. De A10 loopt verder door Royston waar op een rotonde in het noorden van het stadje de A505 kruist. Vervolgens lopt de weg via de rondweg van Buntingford waar de A507 aansluit en de rondweg van Puckeridge, waar op een rotonde ten zuidwesten van het dorp de A120 aansluit. De weg loopt over de rondweg van High Cross, Wademill,  Thundridge en Ware, waar bij de Moles Interchange de A1170 aansluit en iets zuidwestelijker sluit op de Westmill Interchange de A602 aan. De A10 loopt verder via de rondweg van Hertford en kent bij de afrit Rush Green de aansluiting van de A414. De A10 en de A414 lopen samen via de rondweg van Great Amwell naar de afrit Halley Roundabout waar de A414 weer afslitst. De weg loopt nu via de rondweg van Hoddesdon waar bij de Hoddesdon Interchange de A10 ook afsplitst en het dorp in loopt en aansluit op de A1170. de rondweg van Broxbourne, en de rondweg van Turnford waar bij de Turnford Intechange de A10 ook het stadje in loopt en aansluit op de A1170 en passeert de toerit Turnford (alleen naar het zuiden) waar de A1170 aansluit. De A10 loopt door Cheshunt kent op de rotonde Winston Churchill Way de aansluiting van de A121 en kruist bij de Waldham Interchange de M25 en loopt Londen in.

## Londen
De A10 loopt door Londen en kruist op de kruising Bullsmoor Lane de A1055, op de kruising Southbury Road A110 en op de Great Cambridge Road Roundabout de A406. Dan sluit de A10 op de kruising Lordship Lane aan op de A109 en lopen ze samen naar de Bruce Lane. Hier splitst de A10 af en loopt verder via de Bruce Lane. De weg kruist op de kruising High Road A1010. De weg loopt verder en heeft een samenloop met de A503 die op de kruising West Green Road gekruist wordt door de A504. Vervolgens kruist op de kruising Amhurst Park/Clapton Common de A107, sluit op de Dalston Junction de A104 aan en sluiten op de volgende kruising de Old Street A5201 en de Hackney Road A1208. en sluit op de kruising Bethnal Green Road A1209 aansluit. De weg loopt verder naar de kruising Great Eastern Street/Commercial Street A1202 kruist en de kruising Wormwood Street/Camomile Street A1200 kruist. De A10 loopt verder naar het zuiden en eindigt op de kruising Gracechurch Street/Eastcheap/Cannon Street/King William Street waar ze aansluit op de A3.
Tussen Moles Interchange en de toerit Turnford is het oude traject van de A10 omgenummerd naar A1070.

## Foto's

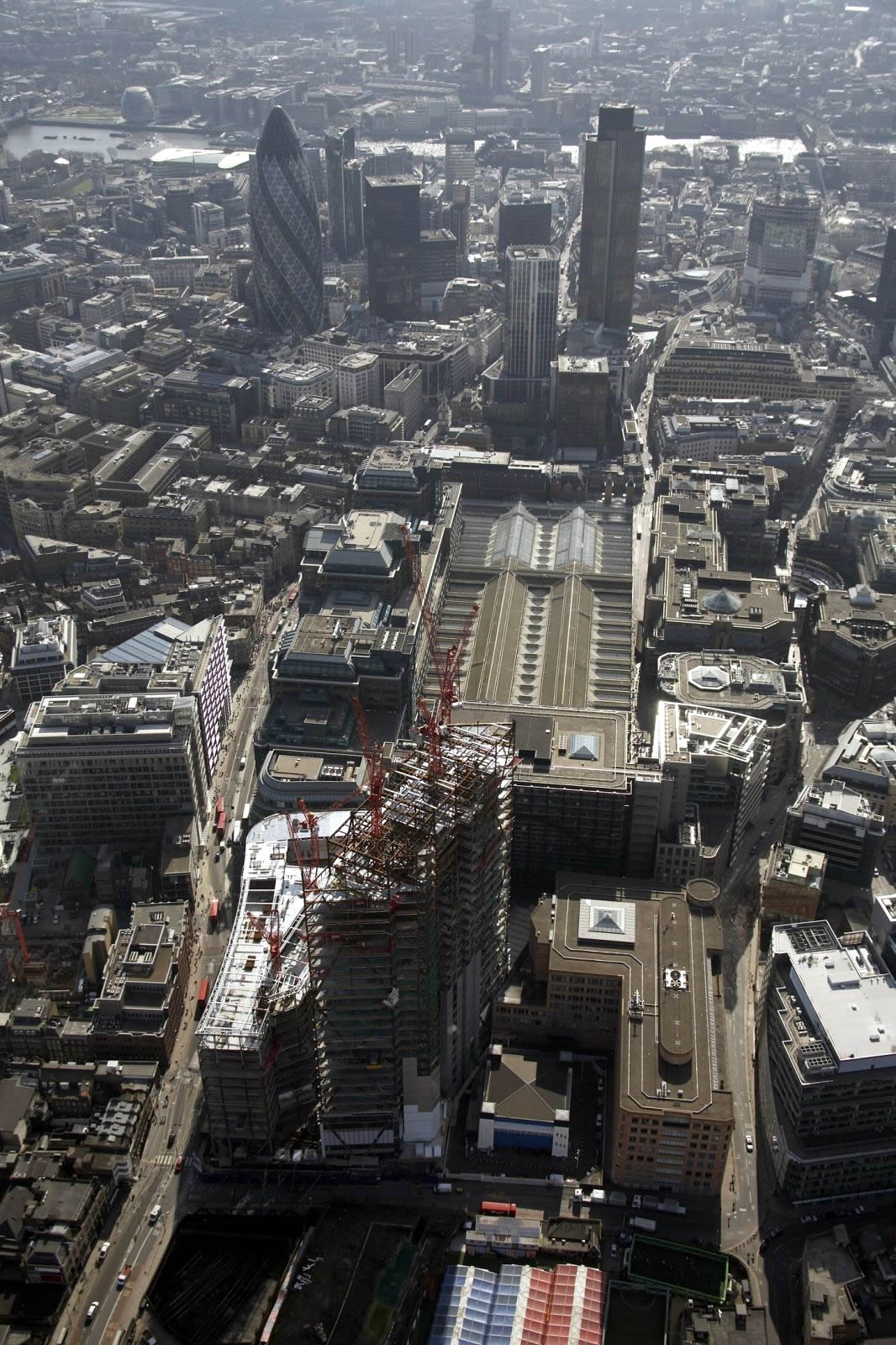
A10 in Londen

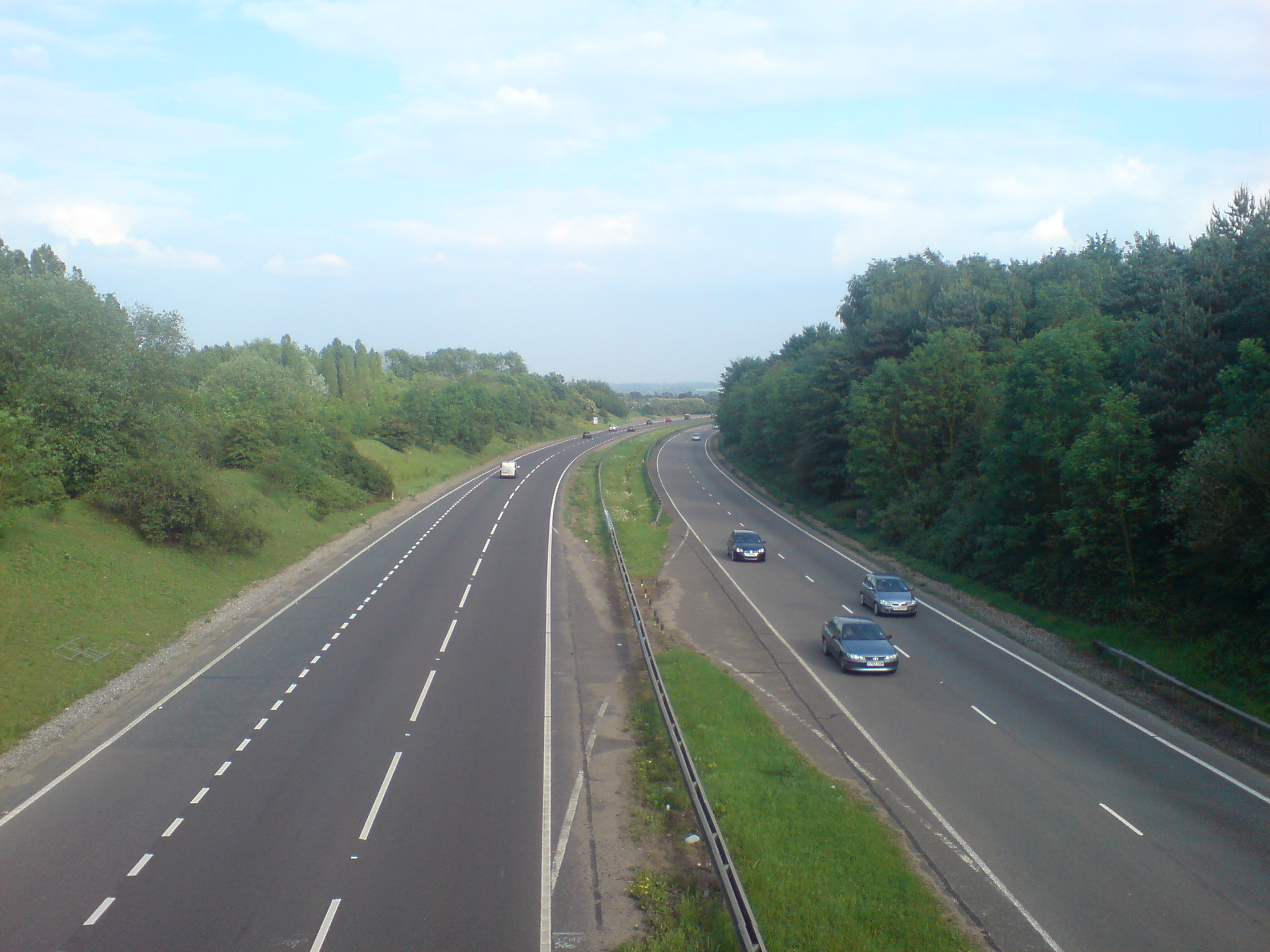
Zicht vanuit Hertford naar Londen

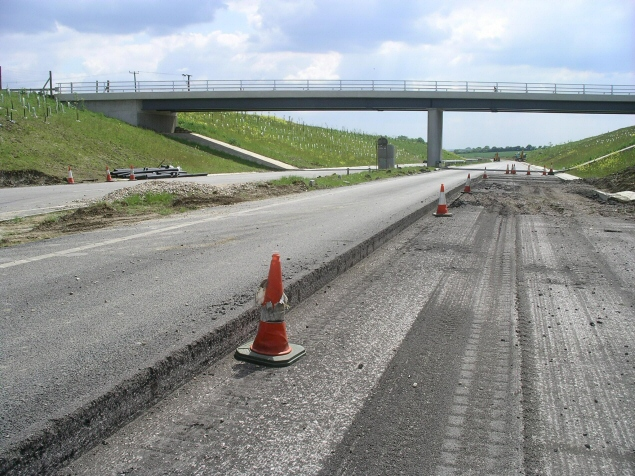
Wadesmill bypass tijdens de ombouw in 2004